# Lapin Kulta
Lapin Kulta (lett. Fins: 'Goud van Lapland') is een biermerk uit het Finse deel van Lapland. Het bier wordt sinds 1873 gebrouwen in het stadje Tornio. De oorspronkelijke naam van de bierbrouwerij was Torneå Bryggeri Aktiebolag, wat Zweeds is voor Tornio Brouwerij NV. Pas in 1969 werd de naam Lapin Kulta geadopteerd.

## Varianten
- Lapin Kulta Premium Lager, blond

Het bier wordt onder verschillende sterktes verkocht (2,7%, 4,5% en 5,2%) veel exportbier heeft een alcoholpercentage van 5,2%.
- Lapin Kulta Arctic Malt Pils, blond, 4,6%
- Lapin Kulta Arctic Malt Dark Lager, bruin, 4,6%
- Lapin Kulta Tuisku, biologisch seizoensbier, amber, 4,7%
- Lapin Kulta Premium Luomu Lager, blond biologische lager, 4,5%
- Lapin Kulta Luomu Jouluolut, donkerbruin biologisch kerstbier, 4,6%